# Didier Volckaert
Didier Volckaert es un deportista belga que compitió en triatlón.
Ganó una medalla de plata en el Campeonato Europeo de Triatlón de 1988 y una medalla de plata en el Campeonato Europeo de Triatlón de Media Distancia de 1986.

## Palmarés internacional
| Campeonato Europeo | Campeonato Europeo | Campeonato Europeo | Campeonato Europeo |
| Año                | Lugar              | Medalla            | Prueba             |
| ------------------ | ------------------ | ------------------ | ------------------ |
| 1988               | Venecia (Italia)   | Medalla de plata   | Individual         |

| Campeonato Europeo | Campeonato Europeo   | Campeonato Europeo | Campeonato Europeo |
| Año                | Lugar                | Medalla            | Prueba             |
| ------------------ | -------------------- | ------------------ | ------------------ |
| 1986               | Brasschaat (Bélgica) | Medalla de plata   | Individual         |